# 가족 유사성
가족 유사성(family resemblance)은 범주의 한 구성원이 가진 속성을 그 범주의 다른 구성원들이 공유하는 정도를 나타내는 척도를 뜻한다.

## 다른 풀이
가족 유사성이란, 가족 구성원들 사이에 존재하는 유사한 성질을 일컫는다.
예를 들어, 서로 다른 사람인 A, B, C, D가 있다고 가정했을 때, A와 B가 특징1이 닮았고, B와 C가 또 특징2가 닮았고, C와 D가 특징3이 닮았고, A와 D가 특징4가 닮았다면 모두가 공통되는 특징은 없지만, 서로 교차한 유사성 때문에 그들을 가족으로 인식할 수 있다. 이런 유사성이 바로 가족 유사성이다.

## 같이 보기
- 프랜시스 골턴
- 다계통군
- 프로토타입 이론
- 테세우스의 배